# کلروفنزین
کلروفنزین (به انگلیسی: Chlorphenesin) دارویی است که از موارد استعمال آن درمان عفونت قارچی تنه، کشاله ران و پا، عرق سوز است. برای مصرف بعد از شستن و خشک کردن ناحیه مورد نظر لایه‌ای از پماد را بر روی آن مالیده و بعد از پودر بر روی آن می‌پاشند. درمان حداقل یک هفته است.